# YCPホールディングス
YCPホールディングス（グローバル）リミテッド（英: YCP Holdings (Global) Limited）は、シンガポールに本社を置くコンサルティング企業である。2011年に設立され、マネジメントサービス事業、ソリューション事業、プリンシパル投資事業の3事業を展開している。
2021年12月21日、東京証券取引所グロース市場において、有価証券信託受益証券（JDR）の上場が開始された 。本JDRは、同社普通株式を信託財産とする。

## 沿革
YCPホールディングスは、シンガポールに本社を置くコンサルティング企業である。2011年に日本で「株式会社ヤマトキャピタルパートナーズ」として設立されたが、海外への事業展開に伴い、2013年に香港へ拠点を移した。2021年には東京証券取引所に上場し、シンガポールにホールディングス機能を移管することで、国際的なプレゼンスを強化した。
「クロスボーダー」・「M&A」・「DX」を強みとし、マネジメントサービス事業（各種経営支援）とプリンシパル投資事業（パーソナルケア領域、ペットケア領域、戦略投資領域）を、アジアを中心としてグローバルに提供している。現在、マネジメントサービス事業は、「YCP Solidiance」および「YCP Auctus」の2ブランドで展開されている。
- 2011年（平成23年）8月 - 東京都港区に、株式会社ヤマトキャピタルパートナーズ（現・株式会社YCP Japan）を設立。
- 2013年（平成25年）
  - 4月 - 株式会社YCP Product（現・株式会社 SOLIA）を設立[7]。
  - 6月 - シンガポールにYCP Management Southeast Asia Pte. Ltd.（現・YCP SG Pte. Ltd.）を設立。
  - 8月 - 中国上海市に和流（上海）投資諮詢有限公司を設立。
  - 11月 - 香港にYCP Holdings Limitedを設立し、ホールディングス体制に移行。
- 2014年（平成26年）
  - 4月 - タイにYCP Bangkok Co., Ltd.を設立[8][9]。
  - 9月 - 動物病院経営等を目的としてペットケア領域の持株会社として株式会社YCP Lifemateを設立[10][11]。
- 2016年（平成28年）11月 - ストラテジック・デシジョン・イニシアティブ株式会社の株式を取得し、株式会社YCP Japanと合併。
- 2017年（平成29年）1月 - 米国デラウェア州にYCP America Limitedを設立
- 2018年（平成30年）10月 - シンガポールのSolidiance Asia Pacific Pte. Ltd.の株式を取得し（その後、YCP Management Southeast Asia Pte. Ltd.と合併）、連結子会社化。それに伴い、Solidiance Asia Pacific Pte. Ltd.の子会社11社（香港、中国上海市（２社）（うち１社売却済）、ミャンマー、フィリピン、ドイツ、マレーシア、インドネシア、オーストラリア（売却済）、アラブ首長国連邦、インド）を連結子会社とする。以降、マネジメントサービス事業を展開するブランドを「YCP Solidiance」と定める （現在のYCP）[12]。
- 2019年（令和1年）1月 - 香港のYCP Hong Kong Limitedが台湾支店を開設。オランダにYCP Solidiance International B.V.を設立[13][14]。
- 2021年（令和3年）
  - 3月 - YCP Holdings (Global) Limitedを設立[15]。
  - 12月 - 東京証券取引所マザーズ市場（現・グロース市場）に上場[2]。

- 2022年（令和4年）
  - 5月 - YCPグループに、サステイナビリティソリューション事業部、デジタルトランスフォーメーション事業部、インタラクティブソリューション事業部を新設。RIMM Sustainabilityとのパートナーシップ契約締結[16][17]。
  - 11月 - Auctus Advisors Private Limitedの株式取得（完全子会社化）[18]。

- 2023年（令和5年）8月 - Consus Global の株式取得（完全子会社化）およびサプライチェーンソリューション事業部新設[19]。
- 2024年（令和6年）4月 - Shenkuo を YCP に統合し、YCPホールディングス 傘下の完全子会社に移行[20]。
- 2024年（令和6年）12月 - SOLIAの株式売却が完了しました。

## リーダーシップ
石田裕樹は、ゴールドマン・サックス証券株式会社のアジア戦略投資部からキャリアをスタートさせ、あらゆるアセットクラスへの投資を担当した。2011年にYCPグループの中核である株式会社YCP Japan(旧・株式会社ヤマトキャピタルパートナーズ) を創業。2014年、香港にYCP Holdings Limitedを設立し、取締役兼グループCEOに就任した。

### 取締役
- 石田 裕樹, 取締役兼グループCEO[23]
- Justin Leung, 取締役（常勤監査等委員）
- Teng Theng Dar, 社外取締役（常勤監査等委員）
- 亀高 聡子, 社外取締役（常勤監査等委員）

### マネージメントチーム
- 石田 裕樹, 取締役兼グループCEO
- Pilar Dieter, グループオフィサー/マネージングパートナー/マネジメントサービス事業部CEO/北米・欧州地域統括責任者
- 荒井 直樹, グループオフィサー/マネージングパートナー/グレーターチャイナ地域統括責任者
- Manish Chheda, グループオフィサー/マネージングパートナー/インド地域統括責任者
- 粕本 晋吾, グループオフィサー/マネージングパートナー/インタラクティブソリューション事業部CEO
- Saurabh Mehta, グループオフィサー/マネージングパートナー/サプライチェーンソリューション事業部CEO
- Victor Hui, パートナー/グループCFO
- 堤 悠希, パートナー/グループCOO
- Puneet Kaushik, グループオフィサー/マネージングパートナー/デジタルトランスフォーメーション事業部CEO
- 松岡 真宏, グループオフィサー、マネージングパートナー、日本地域マネージャー
- 片野 大輔, MSDグループ役員、マネージングパートナー、共同CEO、MSDジャパン代表

### シニアアドバイザー
- 松田 清人
- 松尾 豊
- 音部 大輔
- Louisa Wong

## 拠点一覧
アジアを中心として戦略的に拠点を配置し、世界20都市に拠点を持つ。 YCPホールディングスの本社であるシンガポールに加え、東京（日本）、上海・香港（中国）、台北（台湾）、ジャカルタ・スラバヤ（インドネシア）、クアラルンプール（マレーシア）、マカティ（フィリピン）、バンコク（タイ）、ホーチミン（ベトナム）、バンガロール・グルガオン・ムンバイ・ハイデラバード・ニューデリー（インド）、ドバイ（アラブ首長国連邦）、ハリファックス（カナダ）、ニューヨーク（米国）、アムステルダム（オランダ）, パリ (フランス) にオフィスを展開している。

## 評価
- 2021年（令和3年）２月 –  YCP Solidianceが、米Vault社の2021年アジア太平洋地域トップコンサルティングファームランキングで11位にランクイン[25][26][27]。
- 2023年（令和5年）5月 –  「シンガポール・ビジネスレビュー（SBR）」が主催するSBRナショナルビジネスアワード 2023で、YCPホールディングスがマネジメントコンサルティング賞を受賞[28][29]。
- 2025年（令和6年） 3 月 – YCP は、Vault の「APAC 地域で働くのに最適なコンサルティング ファーム」リストで 9 位にランクされました[30]。